# فاتمووت (تاجیکستان)
فاتمووت (تاجیکستان) (به لاتین: Fatmovut) یک منطقهٔ مسکونی در تاجیکستان است که در ولایت سغد واقع شده‌است.

## خصوصیات
فاتمووت ۶ نفر جمعیت دارد و ۳٫۶۶ متر بالاتر از سطح دریا واقع شده‌است.